# Іштван Бенеда
Іштван Бенеда, Бенедек (угор. Beneda István, 21 січня 1904, Будапешт — 1968) — угорський футболіст, що грав на позиції воротаря. Відомий виступами за клуби «Уйпешт» і «Баштя», а також національну збірну Угорщини.

## Клубна кар'єра
У складі «Уйпешт» дебютував у сезоні 1927–1929 і залишив команду на початку сезону 1928–1929. Срібний призер чемпіонату Угорщини 1926–1927 року, фіналіст 1927 року, хоча у самому фіналі не грав.
У 1927 році був учасником першого чвертьфінального матчу кубка Мітропи, у якому «Уйпешт» поступився празькій «Славії» — 0:4.
Три сезони відіграв у команді «Баштя» (Сегед). Фіналіст 1930 року, коли «Баштя» поступилась з рахунком 1:5 «Бочкаї».
Загалом у чемпіонаті Угорщини зіграв 91 матч.
| Дата       | Місто    | Господарі | Результат | Гості     | Турнір           | Голи | Примітки |
| ---------- | -------- | --------- | --------- | --------- | ---------------- | ---- | -------- |
| 10/04/1927 | Відень   | Австрія   | 6 – 0     | Угорщина  | товариський матч | -6   |          |
| 25/03/1928 | Будапешт | Угорщина  | 2 – 1     | Югославія | товариський матч | -1   |          |
| 24/02/1929 | Коломб   | Франція   | 3 – 0     | Угорщина  | товариський матч | -3   |          |
| Усього     |          | Матчів    | 3         |           | Голів            | -10  |          |

## Досягнення
- Срібний призер Чемпіонату Угорщини: (1)

«Уйпешт»: 1926–1927
- Фіналіст Кубка Угорщини: (2)

«Уйпешт»: 1927
«Баштя»: 1930